# Gare de Bonson
La gare de Bonson est une gare ferroviaire française située sur le territoire de la commune de Bonson dans le département de la Loire en région Auvergne-Rhône-Alpes.

## Situation ferroviaire
Ancienne gare de bifurcation, elle est située au point kilométrique 126,515 de la ligne de Clermont-Ferrand à Saint-Just-sur-Loire. Elle était également l'origine de la ligne de Bonson à Sembadel partiellement déclassée. Son altitude est de 379 m.

## Histoire
Elle a été mise en service le 12 juillet 1866, avec l'ouverture de la section de ligne d'Andrézieux à Montbrison. L'actuelle implantation à l'endroit de "Quatre Chemins" tient lieu de la croisée des deux routes départementales. La gare devant également desservir les communes voisines.
Probablement peu avant 1873, avec la réalisation de la liaison ferroviaire vers Saint-Bonnet-le-Château, la gare fut l'objet d'extensions aussi bien au niveau du bâtiment voyageur (deux ailes flanquées au corps central) qu'au niveau du plan des voies. En 1877 l'ouverture de la section de Montbrison à Clermont-Ferrand permit aux Bonsonnais de joindre la capitale de l'Auvergne.
Le bâtiment voyageur a été rénové en 2003 avec la création d'un parvis et d'un vaste parking de 50 places VL et 3 places bus. La signalétique et l'éclairage ont été améliorés et un nouvel abri a été construit sur le quai central en 2005.

### Accueil

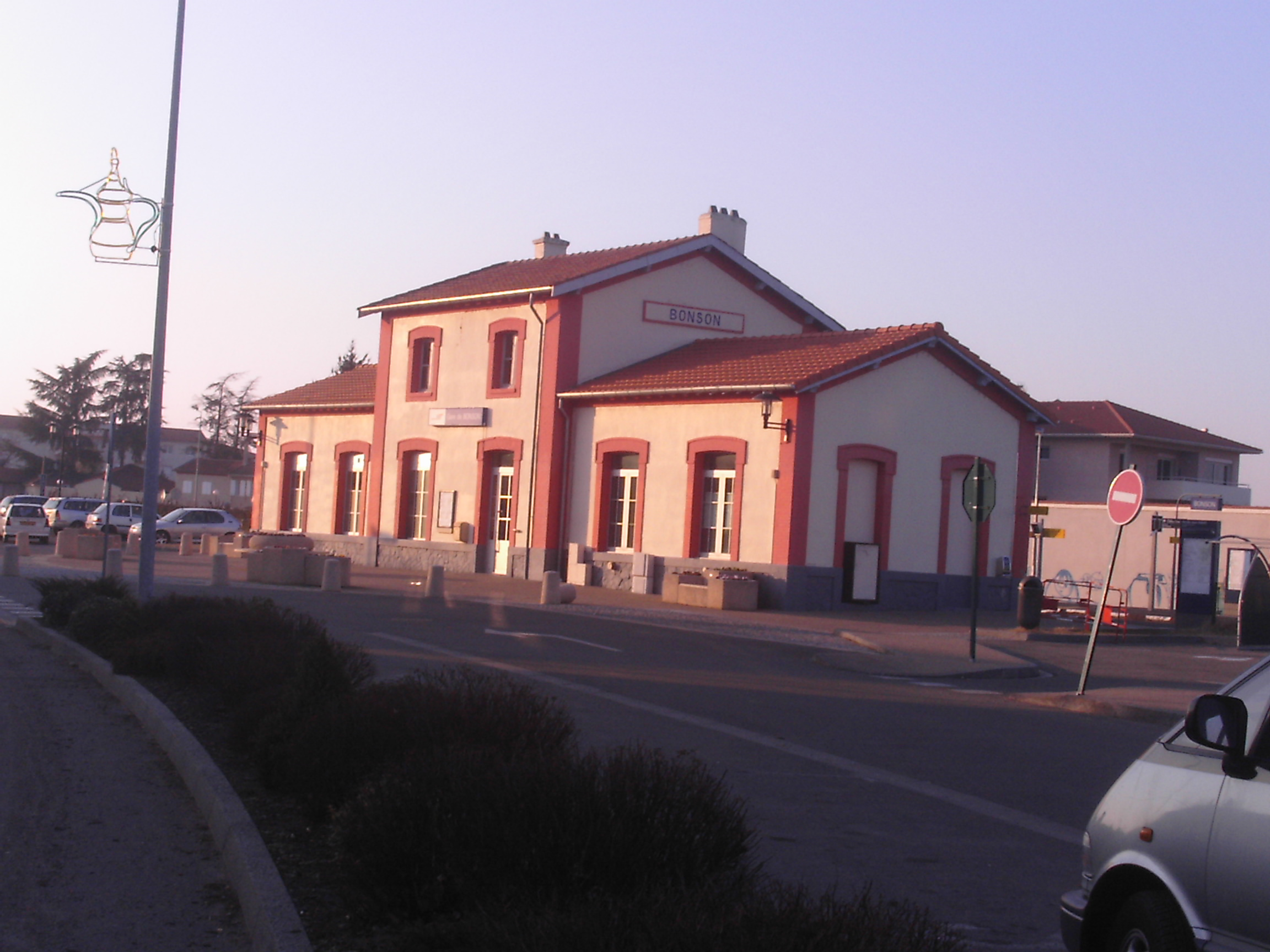
Gare de Bonson en 2007 - Côté ville

## Service des voyageurs

### Desserte
Elle est desservie par les trains TER Auvergne-Rhône-Alpes (relation de Clermont-Ferrand à Saint-Étienne-Châteaucreux).

## Service des marchandises
Cette gare est ouverte au service du fret (train massif seulement).